# У Сюецянь
У Сюецянь (кит. спр. 吴学谦; 19 грудня 1921, Шанхай, Республіка Китай — 4 квітня 2008, Пекін, КНР) — китайський державний діяч, дипломат.

## Біографія
Народився 19 грудня 1921 в місті Шанхай, Китай.
З 1949 по 1958 — заступник завідувача, завідувач міжнародним відділом Центрального комітету Ліги Молоді, згодом Ліга комуністичної молоді Китаю (ЛКМК).
З 1958 по 1978 — директор Департаменту.
З 1978 по 1982 — заступник завідувача міжнародни відділом ЦК КПК.
У 1982 — перший заступник міністра закордонних справ КНР.
З 1982 по 1988 — міністр закордонних справ КНР.
З 1988 по 1993 — заступник прем'єра Держради КНР.
З 1993 по 1998 — заступник голови Всекитайського комітету Народної політичної консультативної ради Китаю (ВК НПКРК) 8-го скликання.
З 1998 — на пенсії.
4 квітня 2008 — помер в Пекіні.